# B小調
b小調是從B音開始的音樂的小調，組成的音有B、升C、D、E、升F、G、A及B。B小調是一個有2個升號的調。
它的關係調是D大調，並行大調是B大調。